# Tennis Masters Cup 2008 - Doppio
Il doppio del Tennis Masters Cup 2008 è stato un torneo di tennis facente parte dell'ATP Tour.
Mark Knowles e Daniel Nestor erano i detentori del titolo, ma non hanno partecipato insieme.Knowlesha fatto coppia con Mahesh Bhupathi, ma ha perso nel round robin.
Nestor ha fatto coppia con Nenad Zimonjić e ha battuto in finale 7–6(3), 6–2, Bob Bryan e Mike Bryan.

## Teste di serie
1. Bob Bryan /  Mike Bryan (finalisti)
2. Daniel Nestor /  Nenad Zimonjić (Vincitori)
3. Mahesh Bhupathi /  Mark Knowles (round robin)
4. Jonas Björkman /  Kevin Ullyett (round robin)

1. Jeff Coetzee /  Wesley Moodie (round robin)
2. Lukáš Dlouhý /  Leander Paes (round robin)
3. Mariusz Fyrstenberg /  Marcin Matkowski (semifinalisti)
4. Pablo Cuevas/  Luis Horna (semifinalisti)

## Tabellone

### Finale
|  | Semifinali | Semifinali                           | Semifinali                           | Semifinali | Semifinali |  |  | Finale | Finale                       | Finale                       | Finale | Finale |  |
|  |            |                                      |                                      |            |            |  |  |        |                              |                              |        |        |  |
|  | 1          | Bob Bryan Mike Bryan                 | Bob Bryan Mike Bryan                 | 6          | 6          |  |  |        |                              |                              |        |        |  |
|  | 7          | Mariusz Fyrstenberg Marcin Matkowski | Mariusz Fyrstenberg Marcin Matkowski | 4          | 4          |  |  | 1      | Bob Bryan Mike Bryan         | Bob Bryan Mike Bryan         | 63     | 2      |  |
|  | 2          | Daniel Nestor Nenad Zimonjić         | Daniel Nestor Nenad Zimonjić         | 6          | 6          |  |  | 2      | Daniel Nestor Nenad Zimonjić | Daniel Nestor Nenad Zimonjić | 7      | 6      |  |
|  | 8          | Pablo Cuevas Luis Horna              | Pablo Cuevas Luis Horna              | 1          | 3          |  |  |        |                              |                              |        |        |  |

### Gruppo rosso
|   |                              | Bob Bryan Mike Bryan | Mahesh Bhupathi Mark Knowles | Jeff Coetzee Wesley Moodie | Pablo Cuevas Luis Horna | RR V–P | Set V–P | Game V–P | Posizione |
| 1 | Bob Bryan Mike Bryan         |                      | 7–5, 3–6, 10–4               | 2–6, 6–2, 10–12            | 6–1, 7–6(4)             | 2–1    | 5–3     | 32–27    | 1         |
| 3 | Mahesh Bhupathi Mark Knowles | 5–7, 6–3, 4–10       |                              | 6–2, 6–3                   | 7–6(3), 6(4)–7, 5–10    | 1–2    | 4–4     | 36–30    | 3         |
| 5 | Jeff Coetzee Wesley Moodie   | 6–2, 2–6, 12–10      | 2–6, 3–6                     |                            | 2–6, 7–6(2), 9–11       | 1–2    | 3–5     | 23–33    | 4         |
| 8 | Pablo Cuevas Luis Horna      | 1–6, 6(4)–7          | 6(3)–7, 7–6(4), 10–5         | 6–2, 6(2)–7, 11–9          |                         | 2–1    | 4–4     | 34–35    | 2         |

La classifica viene stilata in base ai seguenti criteri: 1) Numero di vittorie; 2) Numero di partite giocate; 3) Scontri diretti (in caso di due giocatori pari merito ); 4) Percentuale di set vinti o di games vinti (in caso di tre giocatori pari merito ); 5) Decisione della commissione.

### Gruppo oro
|   |                                      | Daniel Nestor Nenad Zimonjić | Jonas Björkman Kevin Ullyett | Lukáš Dlouhý Leander Paes | Mariusz Fyrstenberg Marcin Matkowski | RR V–P | Set V–P | Game V–P | Posizione |
| 2 | Daniel Nestor Nenad Zimonjić         |                              | 6–1, 6–4                     | 6–1, 6–4                  | 7–6(4), 5–7, 10–4                    | 3–0    | 6–1     | 37–23    | 1         |
| 4 | Jonas Björkman Kevin Ullyett         | 1–6, 4–6                     |                              | 6–3, 7–5                  | 2–6, 6–1, 6–10                       | 1–2    | 3–4     | 26–28    | 3         |
| 6 | Lukáš Dlouhý Leander Paes            | 1–6, 4–6                     | 3–6, 5–7                     |                           | 6(2)–7, 3–6                          | 0–3    | 0–6     | 22–38    | 4         |
| 7 | Mariusz Fyrstenberg Marcin Matkowski | 6(4)–7, 7–5, 4–10            | 6–2, 1–6, 10–6               | 7–6(2), 6–3               |                                      | 2–1    | 5–3     | 34–30    | 2         |

La classifica viene stilata in base ai seguenti criteri: 1) Numero di vittorie; 2) Numero di partite giocate; 3) Scontri diretti (in caso di due giocatori pari merito ); 4) Percentuale di set vinti o di games vinti (in caso di tre giocatori pari merito ); 5) Decisione della commissione.